# Trichapiina

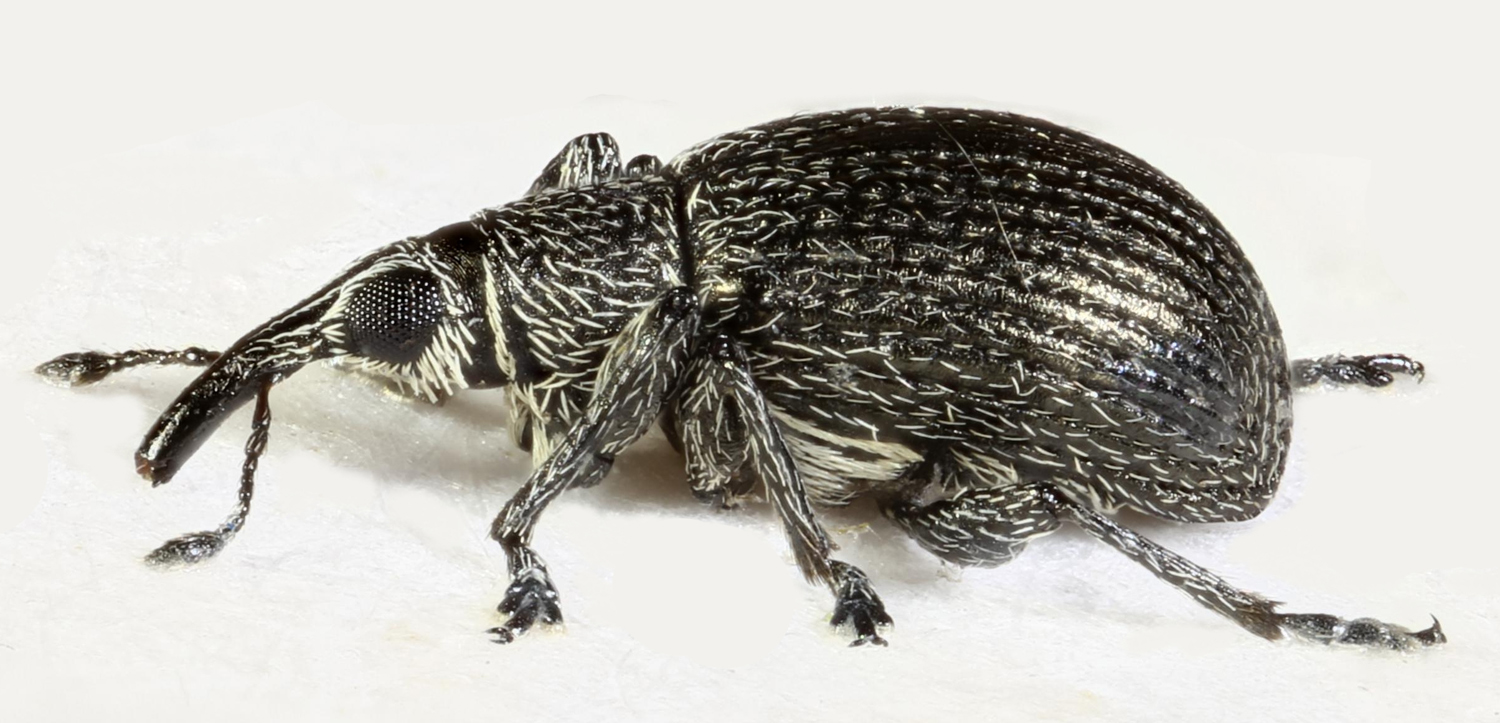
Betulapion simile

Trichapiina – podplemię chrząszczy z nadrodziny ryjkowców i rodziny pędrusiowatych.

## Morfologia
U chrząszczy tych typowo występują łatki z zagęszczonego owłosienia (włosowatych łusek) pod oczami, na biodrach odnóży przedniej pary, mezopleurach, śródpiersiu, metapleurach i zapiersiu. Łatki te są słabiej wyrażone u samic niż u samców.
Głowa ma punktowane czoło. Ryjek najczęściej jest zakrzywiony.
Kształt przedplecza zazwyczaj jest dzwonkowaty. Pokrywy zwykle są podługowato-owalne do gruszkowatych i najszersze za środkiem. Rząd drugi łączy się u wierzchołka z dziewiątym i ewentualnie z pierwszym, nie kończąc się nigdy dołkiem. Powierzchnia wyrostka śródpiersia nie jest wyniesiona powyżej powierzchni wyrostka zapiersia. U samców gatunków palearktycznych golenie środkowej i tylnej pary odnóży są uzbrojone w wyrostki (mucro).
Punktowanie na wszystkich widocznych sternitach odwłoka jest podobne. Genitalia samca mają niemal płaską, wyraźnie na szczycie wciętą płytkę tegminalną, normalnie rozwinięty pierścień wolny, w widoku bocznym odgięty ku górze środkowy płat edeagusa (prącie), krótsze niż u Catapiini temony, a endofallus zaopatrzony w cztery szeregi ząbków i zawsze pozbawiony nasadowej fałdy wzmacniającej.

## Taksonomia
Takson ten wprowadził w 1990 roku Miguel Á. Alonso-Zarazaga na łamach czasopisma „Graellsia” jako jedno z podplemion w obrębie plemienia Oxystomatini. W systemie Alonsa-Zarazagi i Christophera H.C. Lyala z 1999 roku zastosowano tę samą klasyfikację. 
Do podplemienia w takim ujęciu zalicza się cztery rodzaje:
- Betulapion Ehret, 1994
- Kissingeria Alonso-Zarazaga, 1990
- Mythapion Kissinger, 2005
- Trichapion Wagner, 1912

W systemach nie wyróżniających plemienia Oxystomatini omawiane podplemię klasyfikowane jest wśród Apionini. W 2018 roku Trichapiina wylistowane zostały przez Andrieja Legałowa bez komentarza jako synonim Synapiina. W niektórych późniejszych pracach krok ten nie został przyjęty i Trichapiina są traktowane jako odrębne podplemię.